# Canal del Neste
El canal del Neste es un canal francés de 28 km de longitud en los Pirineos que alimenta 17 ríos en las laderas de Gascuña.

## Geografía

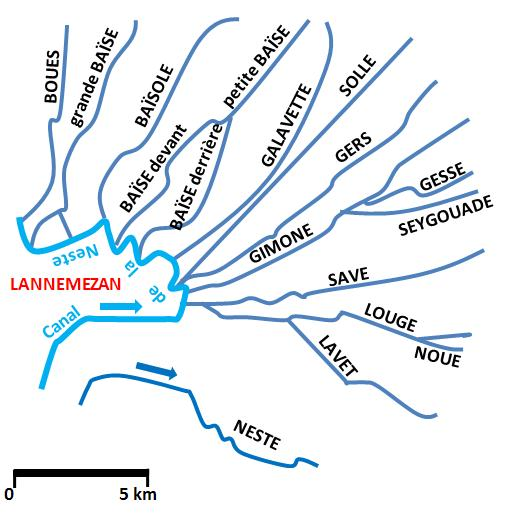
Parte de la hidrografía.

Situado en el departamento de los Altos Pirineos en la región de Occitania.
Su recorrido va desde Sarrancolin, lugar de la toma de agua en el Neste de Aure, hasta la meseta de Lannemezan.

### Comunas atravesadas
Sarrancolin, Hèches, Lortet, La Barthe-de-Neste, Lannemezan

## Historia
El Canal del Neste se creó entre 1848 y 1862 y se puso en servicio en 1863. Con una capacidad de 7 m3/s, su finalidad es abastecer artificialmente los ríos gascones que nacen en la meseta de Lannemezan (Gers, Baïse, Save, Gimona, Arrats, Boues, Louge, Gesse, Touch…).
Es particularmente importante para el departamento de Gers y Gascuña, cuyo perfil se asemejaría a ciertas regiones de África sin él: este departamento está de hecho aislado del suministro natural de agua debido a su ubicación geológica.
Hacia 1950, su capacidad se incrementó de 7 a 14 m3/s.
Inicialmente se crearon embalses de alta montaña que almacenan agua cuando la nieve se derrite en primavera para su reutilización durante el período estival (Lago de Oredon entre 1871 y 1879, Lago de Cap de Long, Lago de Caillauas, Lago de Aubert, Lago de Aumar...). Todas estas presas, excepto Oredon, se desarrollaron luego para uso hidroeléctrico. En particular, la presa de Oule se elevó 17 m  en 1950, la de Caillauas en 4 m, el Cap de Long fue reemplazado por una bóveda de 100 m  altura, y Aubert está conectado a Cap de Long desde 1969.
El decreto del 29 de abril de 1963 obligó a EDF a coordinar la explotación del lago Oredon y las concesiones de Eget (explotación del lago Oule) y Lassoula-Tramezaygues (explotación de la presa de Caillauas), con el fin de optimizar producción de electricidad con la obligación conjunta de abastecer el canal del Neste. Desde entonces, en aplicación de la ley de apertura del mercado de la energía (n° 2000-108 de 10 de febrero de 2000), la Société Hydroelectric du Midi, concesionaria de Eget y Lassoula-Tramezaygues, ha optado por dejar de confiar su teórica producible en EDF a partir del 1 de mayo de 2003, eliminando en EDF los medios para lograr este fin.
La gestión del canal de Sarrancolin y la toma de agua, así como la distribución del agua corriente abajo, fue encomendada en concesión en 1990 a la Compagnie d'aménagement des coteaux de Gascogne.
Constituye, con un conjunto de embalses (Puydarrieux, Gimona, Astarac, Castelnau-Magnoac...), los cauces y los ríos que alimenta, el sistema hidráulico del Neste y permite mantener el nivel de los ríos conciliando muchos usos, como el suministro de agua potable para las ciudades del Gers, la agricultura, la industria, el turismo y la navegación.

## Galería de imágenes

Selección de vistas
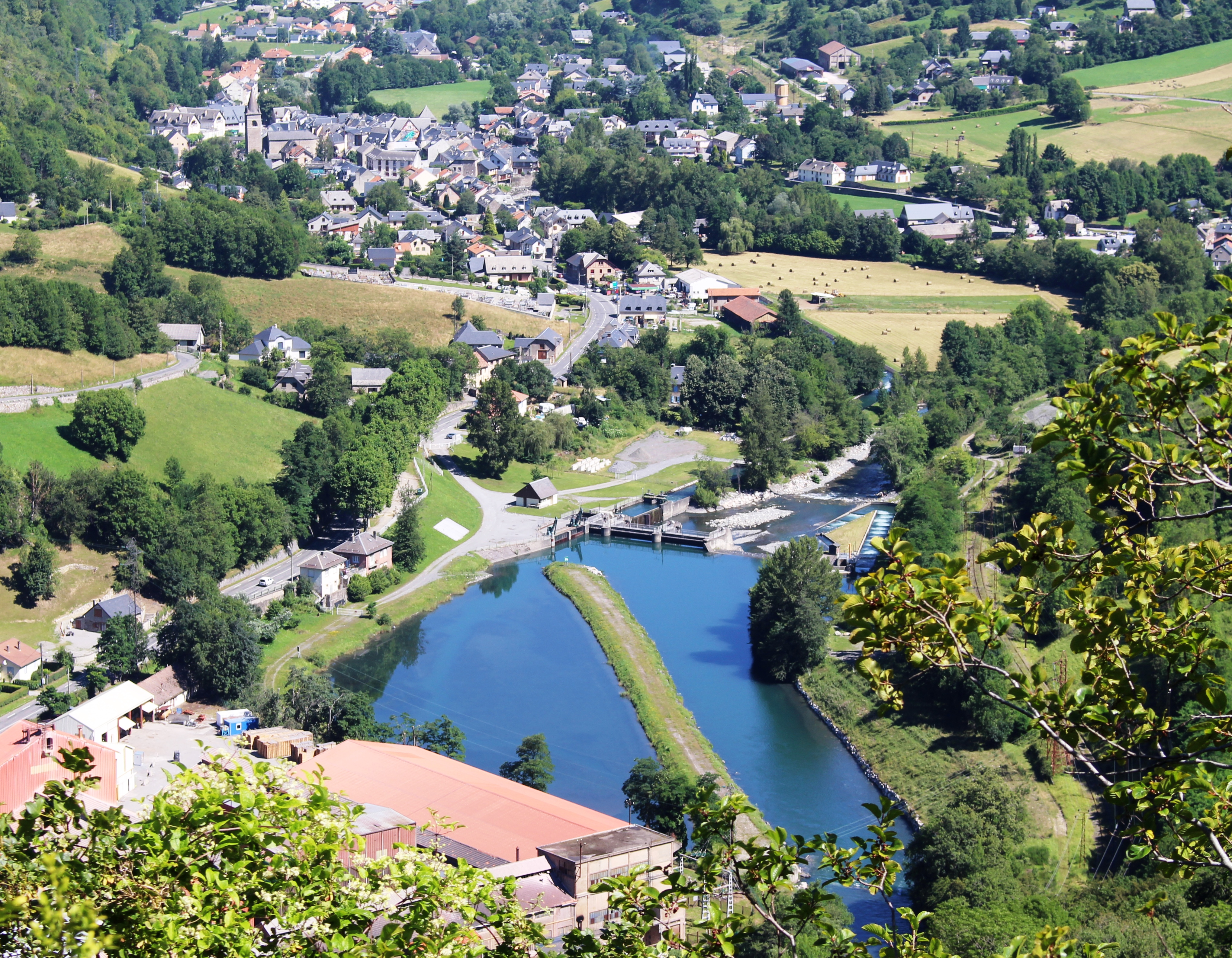
Boca de aguas.
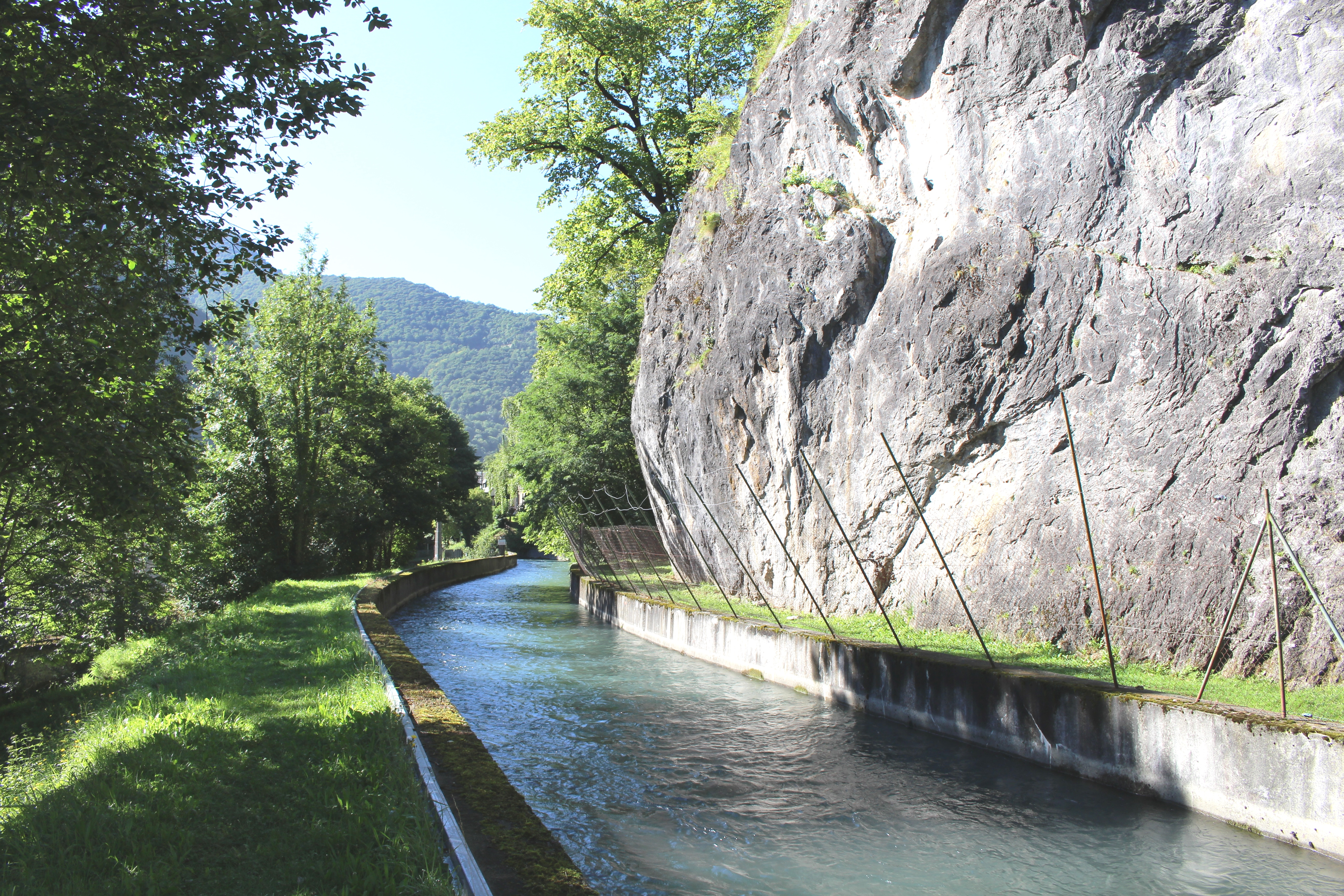
Canal en Sarrancolin.
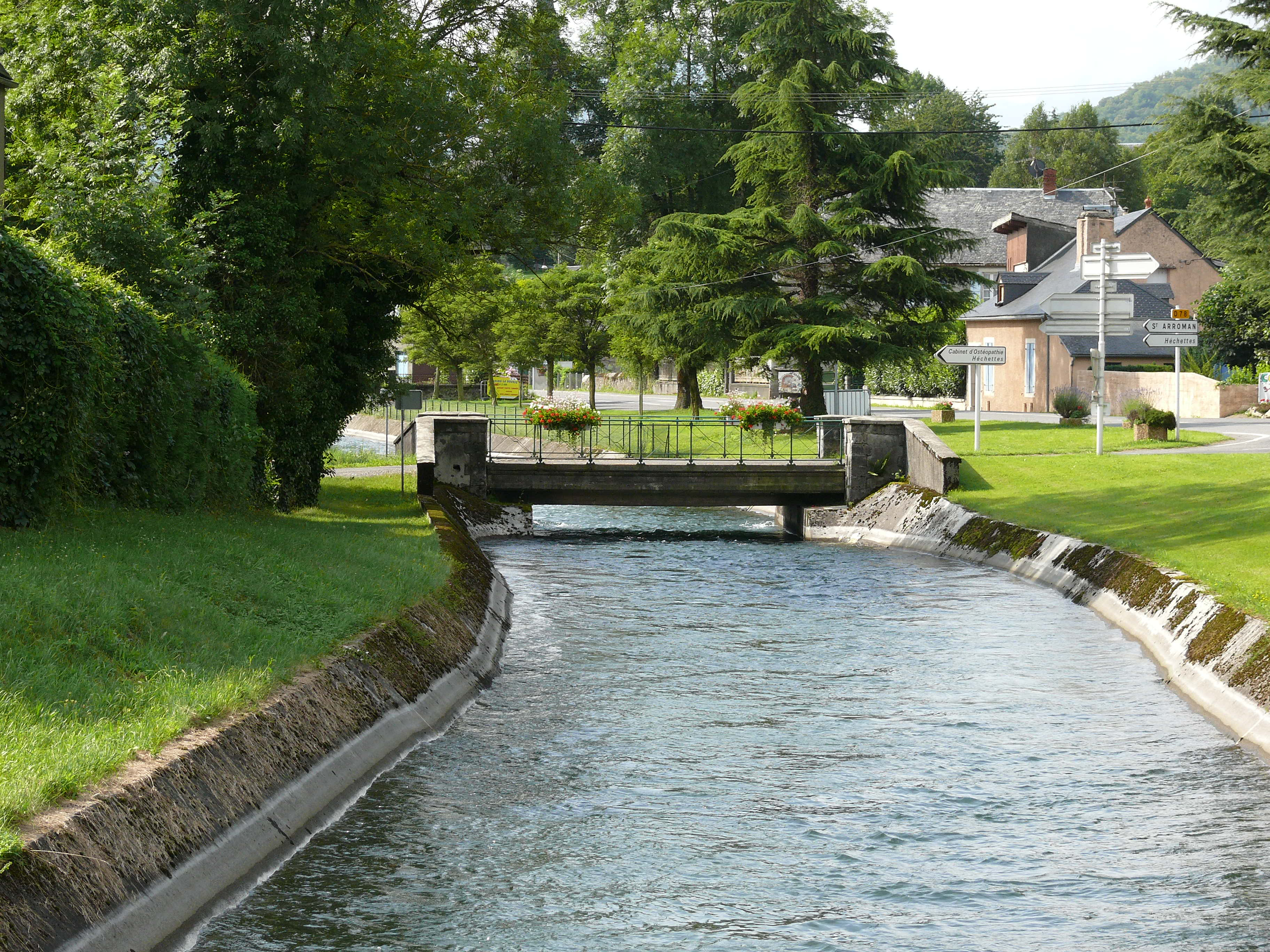
Canal en Hèches.